# 春光院
春光院（しゅんこういん）は、京都市右京区花園の臨済宗大本山妙心寺の塔頭寺院で、大庫裏の北に位置する。

## 歴史
豊臣秀吉に仕え、後、松江開府の祖となった堀尾吉晴が、長子堀尾金助を小田原の戦いで失ったので、その菩提を弔うため、天正18年（1590年）に建立した寺である。当初の寺名は金助の戒名「逸岩世俊禅定門」に因んだ俊巖院（しゅんがんいん）である。堀尾家は三代忠晴が、大坂冬と夏の陣で徳川側に味方して功を立て、藩内の治政にも見るべきものがあったが、その忠晴が寛永10年（1633年）に病死し、嫡子がなかったため断絶した。その後、忠晴の息女が石川家に嫁いでいたことから、石川憲之が檀越になり、寛永13年（1636年）に、寺号を春光院と改称した。
近代日本を代表する禅思想家の久松真一は、戦中・戦後の一時期を春光院で過ごし、当寺院で鈴木大拙と禅や近代哲学について語り合った。春光院は日本の禅が世界の禅になるために重要な役割を果たした場所のひとつである。
春光院は庭園に伊勢神宮の外宮（豊受大御神）を祀っているため、商売繁盛の寺としても有名である。

## 伽藍
方丈前庭は、慶応3年（1867年）に造園されたもので、「さざれ石の庭」と称し、伊勢亀山城主で伊勢神宮崇拝者でもあった石川氏の嗜好をよく表し、伊勢神宮を型取り、内宮の森、外宮の社とし、天照大御神と豊受大御神をそれぞれ祀っている。この庭は庭中に拝石を据えた神道式の枯山水である。
方丈西庭は、「常盤の庭」といい、創建当初に堀尾吉晴が、造園したもの（本来、付属の庭で、「鶴亀の庭」）で、亀島あたりに当時の面影を残している。また、弘化5年（1848年）、裏千家三代千宗旦弟子首座の好みで作られた茶室「来也軒」に露地で通じている。
方丈は江戸中期以後の客殿建築様式の特色を完備した建造物である。
方丈襖絵は金箔画で、京狩野派永岳の筆、東の間「琴棋書画図」、室中「月と雁」、西の間「花鳥」、同上間「太公望」の題材が描かれている。
方丈裏の大書院は、淀城の寝所を移築したもので、丸木のままの長押や天井にも桃山時代の建物らしさが見られる。
前庭には、禅哲学者・鈴木大拙手植えのツツジが、初夏に花を咲かせる。

## 文化財

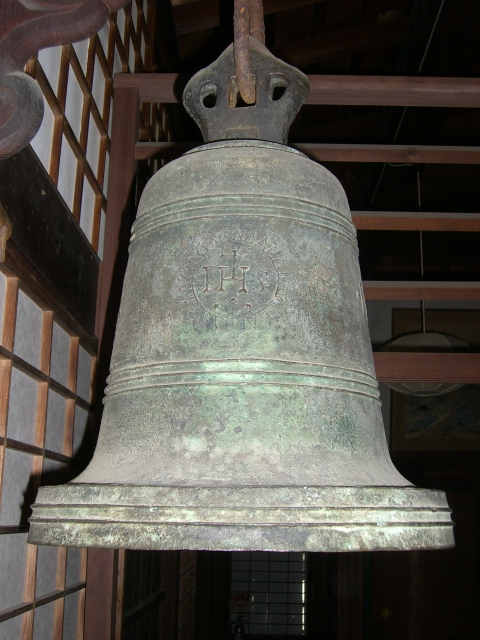
南蛮寺の銅鐘。

### 重要文化財
- 銅鐘（南蛮寺の銅鐘） - 方丈東にある銅鐘は「南蛮寺鐘」と称し、織田信長が京都に建立を認めた南蛮寺（キリスト教会堂）で用いられていた。寺伝によればポルトガル製の鐘で、側面の周囲に太陽の文様の中に十字架とIHSの文字を組み合わせた円文を四方に鋳出し、そのうち一方に1577年（日本の天正5年）の西暦年号を鋳出している。「IHS」はイエス・キリストを意味し、ギリシャ語の「イエス」の最初の3文字、あるいはラテン語の「人類の救い主イエス」の頭文字とされる。嘉永7年に仁和寺より当院へ伝来したが、その際、幕府の目をおそれて朝鮮伝来の鐘とされた。
- 絹本著色東方朔奪桃図

## 拝観情報
日本語と英語による坐禅体験を行なっているが、体験は要予約。「南蛮寺の鐘」や、花鳥図にキリシタンのシンボルが密かに描かれているという狩野永岳による金の襖絵など、キリシタンゆかりの美術品を楽しむ事ができる。 そのほか、宿泊（外国人専用）、同性婚を含む仏式結婚式、日本文化講座などを提供している。